# Coleford (Somerset)
Coleford – wieś w Anglii, w hrabstwie Somerset, w dystrykcie (unitary authority) Somerset. Leży 25 km na południe od miasta Bristol i 165 km na zachód od Londynu. W 2002 miejscowość liczyła 2350 mieszkańców.